# Lodge (Carolina do Sul)
Lodge é uma cidade  localizada no estado norte-americano de Carolina do Sul, no Condado de Colleton.

## Demografia
Segundo o censo norte-americano de 2000, a sua população era de 114 habitantes.
Em 2006, foi estimada uma população de 114, um aumento de 0 (0.0%).

## Geografia
De acordo com o United States Census Bureau tem uma área de
8,1 km², dos quais 8,1 km² cobertos por terra e 0,0 km² cobertos por água. Lodge localiza-se a aproximadamente 33 m acima do nível do mar.

## Localidades na vizinhança
O diagrama seguinte representa as localidades num raio de 24 km ao redor de Lodge.